# NGC 7324
NGC 7324 (również PGC 69321) – galaktyka eliptyczna (E-S0), znajdująca się w gwiazdozbiorze Pegaza. Odkrył ją Albert Marth 13 września 1863 roku.